# Mezőtúr
Mezőtúr est une ville et une commune du comitat de Jász-Nagykun-Szolnok en Hongrie.

## Personnalités liées
- Zorica Lațcu (1917-1990), traductrice, nonne et poétesse roumaine.